# 22 septembre 2015

## Décès
- Camille Georges Wermuth, pharmacien et chimiste français
- Yogi Berra (né le 12 mai 1925), joueur de baseball de la MLB qui fut receveur et gérant avec les Yankees de New York

## Autres événements
- Création de la pièce Représailles
- Début de la saison 2015-2016 de la ligue des champions de hockey sur glace
- Contre-la-montre féminin aux championnats du monde de cyclisme sur route 2015
- Contre-la-montre masculin des juniors aux championnats du monde de cyclisme sur route 2015
- Edgar Savisaar (leader du Parti du centre d'Estonie ) est  interpellé et inculpé dans une affaire de corruption
- Sortie du jeu vidéo Soma
- Sortie de Microsoft Office 2016
- Début de la diffusion de la série Scream Queens
- Sortie du clip Me quemo
- Le joueur du Bayern Robert Lewandowski, marque le quintuplé le plus rapide de l'histoire de la Bundesliga en seulement 9 minutes